# Product van ringen
In de ringtheorie, een deelgebied van de wiskunde, is het mogelijk om verschillende ringen te combineren tot een grotere productring. Het directe product van de samenstellende ringen. Het directe product van de ringen {\displaystyle (R_{i})_{i\in I}}, met {\displaystyle I} een willekeurige indexverzameling wordt gevormd door het cartesisch product {\displaystyle \prod _{i\in I}R_{i}} met als bewerkingen de coördinaatsgewijze uitgevoerde bewerkingen van de samenstellende ringen. Dat houdt in dat voor de elementen {\displaystyle (a_{i})=(a_{i})_{i\in I}} en {\displaystyle (b_{i})_{i\in I}} geldt:
{\displaystyle (a_{i})+(b_{i})=(a_{i}+_{i}b_{i})}
en 
{\displaystyle (a_{i})*(b_{i})=(a_{i}*_{i}b_{i})}

## Voorbeeld
Een belangrijk voorbeeld is de ring {\displaystyle \mathbb {Z} /n\mathbb {Z} } van de gehele getallen modulo {\displaystyle n}. Als 
{\displaystyle n={p_{1}}^{n_{1}}{p_{2}}^{n_{2}}\ldots {p_{k}}^{n_{k}}}
is ontbonden in priemfactoren (zie hoofdstelling van de rekenkunde), volgt uit de Chinese reststelling dat {\displaystyle \mathbb {Z} /n\mathbb {Z} } op natuurlijke wijze isomorf met de productring
{\displaystyle (\mathbb {Z} /{p_{1}}^{n_{1}}\mathbb {Z} )\times (\mathbb {Z} /{p_{2}}^{n_{2}}\mathbb {Z} )\times \ldots \times (\mathbb {Z} /{p_{k}}^{n_{k}}\mathbb {Z} )}

## Eigenschappen
Als {\displaystyle R=\prod _{i\in I}R_{i}} een product van ringen is, dan bestaat voor elke {\displaystyle i\in I} een surjectief ringhomomorfisme {\displaystyle p_{i}\colon R\to R_{i}} dat het product op de {\displaystyle i}-de coördinaat projecteert. Het product {\displaystyle R} heeft, samen met de projecties {\displaystyle p_{i}}, de volgende universele eigenschap: 
Voor een willekeurige ring {\displaystyle S} en ringhomomorfismen {\displaystyle f_{i}\colon S\to R_{i}} voor iedere {\displaystyle i\in I} bestaat er precies één ringhomomorfisme {\displaystyle f\colon S\to R}, zodanig dat voor alle {\displaystyle i\in I} geldt: {\displaystyle p_{i}\circ f=f_{i}}.
Dit toont aan dat het product van ringen een instantiëring van producten in de zin van de categorietheorie is. 
Als {\displaystyle A_{i}} voor alle {\displaystyle i\in I} een ideaal is van {\displaystyle R_{i}}, dan is {\displaystyle A=\prod _{i\in I}A_{i}} een ideaal van {\displaystyle R}. Als {\displaystyle I} eindig is, dan is ook het omgekeerde waar, dat wil zeggen dat ieder ideaal van {\displaystyle R} van deze vorm is. Maar als {\displaystyle I} oneindig is en de ringen {\displaystyle R_{i}} niet de nulring zijn, dan is het omgekeerde onwaar: de verzameling van alle elementen met op een eindig aantal na, alle coördinaten ongelijk aan 0, vormt een ideaal dat geen direct product van idealen van de samenstellende ringen {\displaystyle R_{i}} is. Het ideaal {\displaystyle A} is een priemideaal in {\displaystyle R} als op één na elke {\displaystyle A_{i}} gelijk is aan {\displaystyle R_{i}} en de enige andere {\displaystyle A_{i}} een priemideaal in {\displaystyle R_{i}} is. Het omgekeerde is echter niet waar als {\displaystyle I} oneindig is. De directe som van de {\displaystyle R_{i}} bijvoorbeeld vormt een ideaal dat niet vervat is in enige dergelijke {\displaystyle A}, maar uit het keuzeaxiomavolgt dat het vervat is in een maximaal ideaal, dat a fortiori priem is. 
Een element {\displaystyle x\in R} is dan en slechts dan een eenheid als al zijn componenten ook eenheden zijn dat btekent: dan en slechts dan als voor elke {\displaystyle i\in I} de projectie {\displaystyle p_{i}(x)} een eenheid is in {\displaystyle R_{i}}. De groep van de eenheden van {\displaystyle R} is het directe product van de groepen van de eenheden van de {\displaystyle R_{i}}. Een product van meer dan een  ring ongelijk aan de nulring heeft altijd nuldelers: als namelijk voor {\displaystyle i\neq j} de elementen {\displaystyle x} en {\displaystyle y} van het product zo zijn dat alle coördinaten gelijk zijn aan 0 behalve {\displaystyle x_{i}} en {\displaystyle y_{j}} dan is in de   productring {\displaystyle xy=0}.